# Hohe Tanne (Pass)
Die Hohe Tanne (701 m ü. NHN) ist ein Pass und Stadtteil der Landstadt Großbreitenbach im Ilm-Kreis in Thüringen.

## Geographie
Geographisch bildet die Hohe Tanne einen Teil der naturräumlichen Grenze zwischen Thüringer Wald und Thüringer Schiefergebirge bzw. den Passübergang vom Thüringer Wald zum Langen Berg im Thüringer Schiefergebirge. Sie ist zugleich Wasserscheide der Flüsse Ilm und Saale.

## Infrastruktur

### Gastronomie
- Hotel-Restaurant Hohe Tanne

### Verkehr
- Ehemalige Bahnstrecke

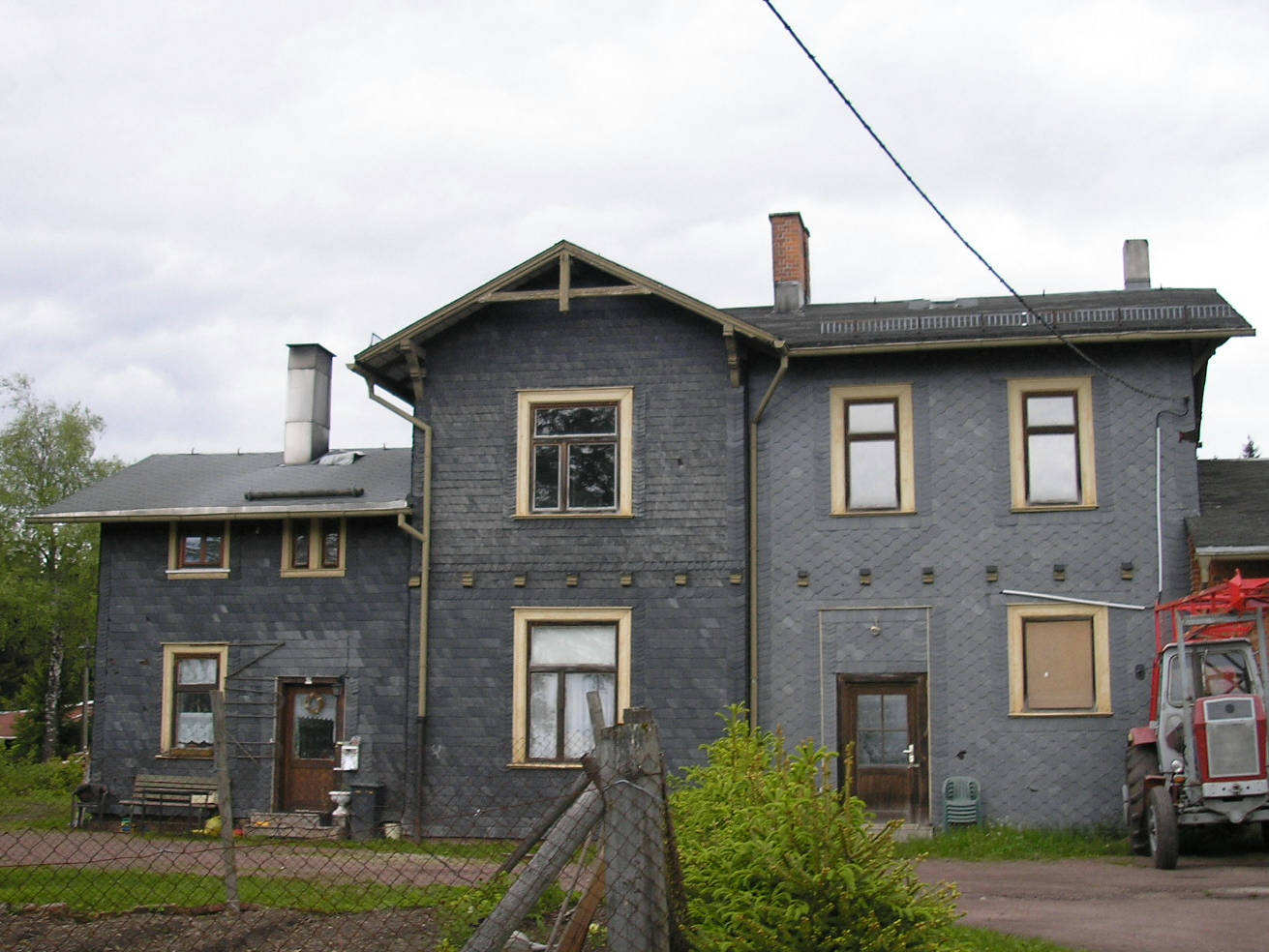
Der ehemalige Bahnhof Neustadt-Gillersdorf

Seit 1882 befand sich hier der Bahnhof Neustadt-Gillersdorf der Bahnstrecke Ilmenau–Großbreitenbach, welcher den Gemeinden Gillersdorf und Neustadt am Rennsteig als Bahnanschluss diente. Der Bahnhof wurde 1992 zusammen mit der Bahnstrecke stillgelegt. Auf dem Bahndamm der Bahnstrecke verläuft jetzt die Trasse des im August 2013 fertiggestellten Ilm-Rennsteig-Radweges.
- Straße

An der Hohen Tanne trifft die aus Richtung Neustadt am Rennsteig kommende Landesstraße L1143 auf die Landesstraße L1047, welche aus Gehren kommend hier den Pass überquert und weiter nach Katzhütte verläuft. Des Weiteren zweigt hier die Kreisstraße K54 in Richtung Gillersdorf von der L1047 ab. Die Landesstraße L1143 und die Kreisstraße K54 sind Teil der Naturpark-Route Thüringer Wald.
Die Hohe Tanne ist gut an den ÖPNV angebunden und wird durch die Buslinien 303 und 304 der IOV Omnibusverkehr Ilmenau angefahren, welch hier zwei Bushaltestellen betreibt.

### Naturlehrpfad
Über die Hohe Tanne führt der von Neustadt am Rennsteig nach Gehren verlaufende Naturlehrpfad Pilzsteig.

### Industrie
2011 fand der Spatenstich für die Wiedererrichtung des Industrie- und Gewerbegebietes auf dem Gelände des ehemaligen Glaswerkes Hohe Tanne statt, das im Rahmen der hierfür notwendigen Erschließungsarbeiten abgerissen wurde, statt. Die Erschließungsarbeiten wurden 2013 beendet.